# 利斯河 (多拉巴尔泰阿河支流)

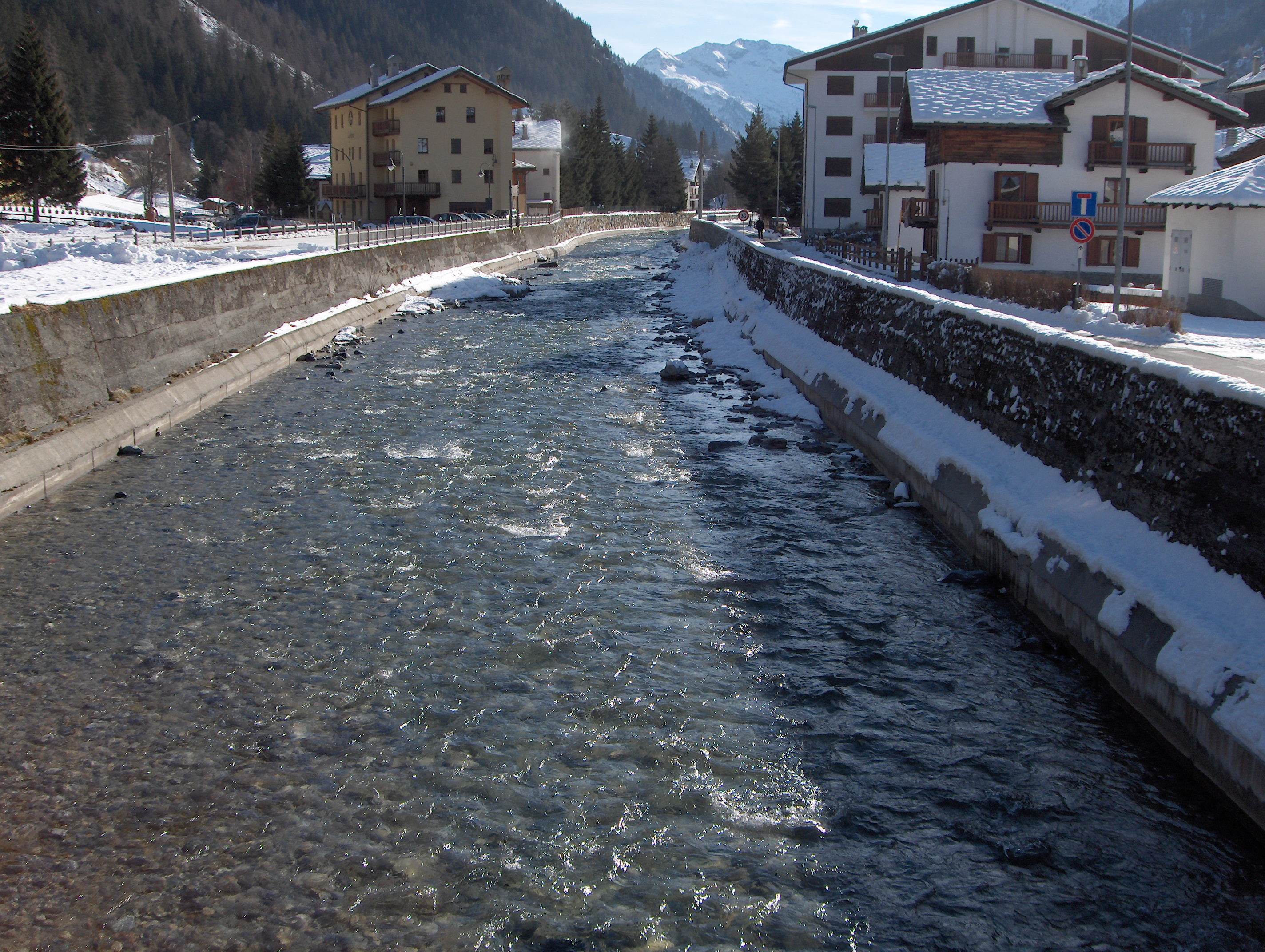

利斯河（義大利語：Lys）是意大利的河流，位於瓦萊達奧斯塔，屬於多拉巴尔泰阿河的右支流，河道全長40公里，發源自杜富爾峰，河口處在蓬圣马丹。
45°53′00″N 7°48′40″E / 45.88333°N 7.81111°E